# Skogsbergia minuta
Skogsbergia minuta är en kräftdjursart som beskrevs av Poulsen 1962. Skogsbergia minuta ingår i släktet Skogsbergia och familjen Cypridinidae. Inga underarter finns listade i Catalogue of Life.